# Oceania Women's Sevens Championship 2023
El Oceania Women's Sevens Championship de 2023 fue la decimotercera temporada del torneo de selecciones nacionales femeninas de Oceanía de rugby 7.
El torneo se disputó en el Ballymore Stadium de la ciudad de Brisbane, Australia.
El torneo otorgó una plaza para los Juegos Olímpicos de París 2024 y dos para el Torneo Preolímpico.

## Fase de grupos
|  | Avanzan a los playoff por el título. |

### Grupo A
| Pos | Países        | Partidos | Partidos | Partidos | Tantos | Tantos | Tantos | Pts |
| Pos | Países        | G        | E        | P        | PF     | PC     | DP     | Pts |
| --- | ------------- | -------- | -------- | -------- | ------ | ------ | ------ | --- |
| 1   | Australia     | 3        | 1        | 0        | 108    | 64     | 44     | 11  |
| 2   | Nueva Zelanda | 0        | 1        | 3        | 64     | 108    | -44    | 5   |

### Grupo B (Clasificación olímpica)
| Pos | Países          | Partidos | Partidos | Partidos | Tantos | Tantos | Tantos | Pts |
| Pos | Países          | G        | E        | P        | PF     | PC     | DP     | Pts |
| --- | --------------- | -------- | -------- | -------- | ------ | ------ | ------ | --- |
| 1   | Fiyi            | 3        | 0        | 0        | 156    | 5      | 151    | 9   |
| 2   | Tonga           | 2        | 0        | 1        | 47     | 38     | 9      | 7   |
| 3   | Samoa Americana | 1        | 0        | 2        | 28     | 121    | -93    | 5   |
| 4   | Islas Cook      | 0        | 0        | 3        | 21     | 88     | -67    | 3   |

### Grupo C (Clasificación olímpica)
| Pos | Países             | Partidos | Partidos | Partidos | Tantos | Tantos | Tantos | Pts |
| Pos | Países             | G        | E        | P        | PF     | PC     | DP     | Pts |
| --- | ------------------ | -------- | -------- | -------- | ------ | ------ | ------ | --- |
| 1   | Papúa Nueva Guinea | 3        | 0        | 0        | 131    | 7      | 124    | 9   |
| 2   | Samoa              | 2        | 0        | 1        | 91     | 36     | 55     | 7   |
| 3   | Islas Salomón      | 1        | 0        | 2        | 41     | 79     | -38    | 5   |
| 4   | Nauru              | 0        | 0        | 3        | 0      | 141    | -141   | 3   |

## Fase final

### Definición 7° puesto
|  | Semifinal       | Semifinal       | Semifinal  |            |                 | 7° puesto       | 7° puesto     | 7° puesto |  |
|  |                 |                 |            |            |                 |                 |               |           |  |
|  |                 |                 |            |            |                 |                 |               |           |  |
|  | Samoa Americana | Samoa Americana | 27         |            |                 |                 |               |           |  |
|  | Samoa Americana | Samoa Americana | 27         |            |                 |                 |               |           |  |
|  | Nauru           | Nauru           | 7          |            |                 |                 |               |           |  |
|  | Nauru           | Nauru           | 7          |            | Samoa Americana | Samoa Americana | 7             |           |  |
|  |                 |                 |            |            | Samoa Americana | Samoa Americana | 7             |           |  |
|  |                 |                 | Islas Cook | Islas Cook | 19              |                 |               |           |  |
|  | Islas Salomón   | Islas Salomón   | Islas Cook | Islas Cook | 19              | 14              |               |           |  |
|  | Islas Salomón   | Islas Salomón   |            |            |                 | 14              |               |           |  |
|  | Islas Cook      | Islas Cook      | 19         |            |                 | 9° puesto       | 9° puesto     | 9° puesto |  |
|  | Islas Cook      | Islas Cook      | 19         |            |                 | 9° puesto       | 9° puesto     | 9° puesto |  |
|  |                 |                 |            |            |                 |                 |               |           |  |
|  |                 |                 |            |            |                 | Nauru           | Nauru         | 0         |  |
|  |                 |                 |            |            |                 | Nauru           | Nauru         | 0         |  |
|  |                 |                 |            |            |                 | Islas Salomón   | Islas Salomón | 31        |  |
|  |                 |                 |            |            |                 | Islas Salomón   | Islas Salomón | 31        |  |
|  |                 |                 |            |            |                 |                 |               |           |  |

### Quinto puesto
|  | 5° puesto |       |    |  |
|  |           |       |    |  |
|  | Samoa     | Samoa | 22 |  |
|  | Samoa     | Samoa | 22 |  |
|  | Tonga     | Tonga | 5  |  |
|  | Tonga     | Tonga | 5  |  |

### Copa de oro
|  | Cuartos de final   | Cuartos de final   | Cuartos de final   |                    |      | Semifinales | Semifinales | Semifinales |               |               | Copa               | Copa               | Copa |  |
|  |                    |                    |                    |                    |      |             |             |             |               |               |                    |                    |      |  |
|  |                    |                    |                    |                    |      |             |             |             |               |               |                    |                    |      |  |
|  |                    |                    |                    |                    |      |             |             |             |               |               |                    |                    |      |  |
|  |                    |                    |                    |                    |      |             |             |             |               |               |                    |                    |      |  |
|  |                    |                    |                    |                    |      |             |             |             |               |               |                    |                    |      |  |
|  |                    | Australia          | Australia          | 14                 |      |             |             |             |               |               |                    |                    |      |  |
|  |                    |                    |                    | 14                 |      |             |             |             |               |               |                    |                    |      |  |
|  |                    |                    | Nueva Zelanda      | Nueva Zelanda      | 10   |             |             |             |               |               |                    |                    |      |  |
|  |                    |                    | Nueva Zelanda      | Nueva Zelanda      | 10   |             |             |             |               |               |                    |                    |      |  |
|  |                    |                    |                    |                    |      |             |             |             |               |               |                    |                    |      |  |
|  |                    |                    |                    |                    |      |             |             |             |               |               |                    |                    |      |  |
|  |                    |                    |                    |                    |      |             | Australia   | Australia   | 26            |               |                    |                    |      |  |
|  |                    |                    |                    |                    |      |             |             |             | 26            |               |                    |                    |      |  |
|  |                    |                    | Fiyi               | Fiyi               | 0    |             |             |             |               |               |                    |                    |      |  |
|  | Fiyi               | Fiyi               | Fiyi               | Fiyi               | 0    | 42          |             |             |               |               |                    |                    |      |  |
|  | Fiyi               | Fiyi               |                    |                    |      |             |             |             |               |               |                    |                    |      |  |
|  | Samoa              | Samoa              | 0                  |                    |      |             |             |             |               |               |                    |                    |      |  |
|  | Samoa              | Samoa              | 0                  |                    | Fiyi | Fiyi        | 54          |             |               | Tercer lugar  | Tercer lugar       | Tercer lugar       |      |  |
|  |                    |                    |                    |                    | Fiyi | Fiyi        | 54          |             |               | Tercer lugar  | Tercer lugar       | Tercer lugar       |      |  |
|  |                    |                    | Papúa Nueva Guinea | Papúa Nueva Guinea | 0    |             |             |             |               |               |                    |                    |      |  |
|  | Papúa Nueva Guinea | Papúa Nueva Guinea | Papúa Nueva Guinea | Papúa Nueva Guinea | 0    | 21          |             |             | Nueva Zelanda | Nueva Zelanda | 20                 |                    |      |  |
|  | Papúa Nueva Guinea | Papúa Nueva Guinea |                    |                    |      |             |             |             | Nueva Zelanda | Nueva Zelanda | 20                 |                    |      |  |
|  | Tonga              | Tonga              | 10                 |                    |      |             |             |             |               |               | Papúa Nueva Guinea | Papúa Nueva Guinea | 0    |  |
|  | Tonga              | Tonga              | 10                 |                    |      |             |             |             |               |               | Papúa Nueva Guinea | Papúa Nueva Guinea | 0    |  |
|  |                    |                    |                    |                    |      |             |             |             |               |               |                    |                    |      |  |

| Bandera de Australia |
| Campeón Australia    |
| 6.to título          |